# Tatianna
Joey Santolini (nacido el 1 de diciembre de 1987), más conocido por su nombre artístico Tatianna, es una drag queen estadounidense, música y personalidad de telerrealidad de Washington D. C. Se le conoce sobre todo por haber competido en la segunda temporada de RuPaul's Drag Race y posteriormente en la segunda temporada de RuPaul's Drag Race: All Stars. Lanzó su álbum debut, T1, en 2018.

## Primeros años
Santolini nació el 1 de diciembre de 1987 en Arlington, Virginia. Es de ascendencia italiana y africana. Se licenció en cosmetología tras su último año de instituto. Empezó a vestirse de chica a los catorce años, y comenzó a trabajar como drag queen profesionalmente en 2007. Originalmente se presentó para participar en la primera temporada de Drag Race, pero fue rechazada por ser demasiado joven.

## Carrera
Tatianna fue anunciada como una de las doce concursantes de la segunda temporada de RuPaul's Drag Race en noviembre de 2009. Durante el programa, ganó la primera edición del desafío anual "Snatch Game", interpretando a Britney Spears en el cuarto episodio. Quedó en cuarto lugar en la competencia tras perder una sincronización de labios con la canción "Something He Can Feel" de Aretha Franklin frente a la competidora Jujubee. Seis años después, fue seleccionada como una de las diez concursantes de la segunda temporada de RuPaul's Drag Race: All Stars, que se anunció el 17 de junio de 2016. Quedó entre los dos primeros en el primer episodio, pero perdió una sincronización de labrios contra Roxxxy Andrews. Fue polémicamente eliminado por Alaska en el siguiente episodio después de quedar en los últimos lugares tras su segundo snatch game como Ariana Grande. Volvió en el quinto episodio y ganó 5.000 dólares con Alyssa Edwards después de una doble salvación en una sincronización de labios con la canción "Shut Up and Drive" de Rihanna. Volvió a ser eliminado polémicamente por Alaska por quedar en el último lugar en el siguiente episodio. Quedando finalmente en sexto lugar en general.
Fuera de Drag Race, presentó su propio programa web en WOWpresents llamado Tea With Tati que se estrenó en abril de 2018. Anunció el 18 de junio de 2018 el lanzamiento de una nueva fragancia llamada Choices producida por Xyrena.
Tatianna actuó en directo con Charli XCX el 13 de octubre de 2018, cantando a dúo la canción de Charli "1999".
Interpretó a Ariana Grande en el video musical de Taylor Swift "You Need to Calm Down" el 17 de junio de 2019.
El 26 de agosto de 2019, Tatianna actuó junto a Taylor Swift durante su actuación en los 2019 MTV Video Music Awards.

## Vida personal
En octubre de 2019, Tatianna fue detenida fuera de un club nocturno de Atlanta cuando entró en la única puerta de un empleado y, al parecer, agredió verbalmente a un empleado. No se presentaron cargos.

## Música
Tatianna lanzó su primer sencillo, "True", el 8 de noviembre de 2010. El 6 de mayo de 2011 se publicó un segundo sencillo, "Touch". Su tercer sencillo, "Losing Control", se publicó el 14 de agosto de 2012. Tras haber hecho una pausa de cuatro años, Tatianna lanzó "The Same Parts" el 1 de septiembre de 2016. Interpretó el sencillo en el episodio de estreno de All Stars 2 en versión hablada. 
Su quinto sencillo, "Transform", fue lanzado el 26 de octubre de 2016. Lanzó "Use Me" el 28 de noviembre de 2017. A diferencia de sus otros sencillos, el mismo día se publicó un vídeo musical oficial. Lanzó su álbum debut de once canciones, "T1" el 28 de mayo de 2018. El rapero Cazwell y la drag queen Salvadora Dali son invitados destacados en el álbum. El 30 de agosto de 2018 se estrenó un vídeo para el quinto tema, "CYA".

## Filmografía

### Cine
| Año  | Título          | Papel      | Notas      | Ref    |
| ---- | --------------- | ---------- | ---------- | ------ |
| 2020 | Workhouse Queen | Ella misma | Documental | [ 30 ] |
| 2020 | Miss Americana  | Ella misma | Documental | [ 31 ] |

### Televisión
| Año  | Título                                  | Papel      | Notas                      |
| ---- | --------------------------------------- | ---------- | -------------------------- |
| 2010 | RuPaul's Drag Race                      | Ella misma | Concursante (cuarto lugar) |
| 2010 | RuPaul's Drag Race: Untucked            | Ella misma |                            |
| 2016 | RuPaul's Drag Race All Stars            | Ella misma | Concursante (sexto lugar)  |
| 2016 | Watch What Happens Live with Andy Cohen | Ella misma | Invitada                   |
| 2021 | Watch What Happens Live with Andy Cohen | Ella misma | Invitada                   |

### Vídeos musicales
| Año  | Título                  | Artista            | Ref.   |
| ---- | ----------------------- | ------------------ | ------ |
| 2016 | "The T"                 | Alaska Thunderfuck | [ 33 ] |
| 2017 | "Use Me"                | Ella misma         | [ 34 ] |
| 2018 | "CYA"                   | Ella misma         | [ 35 ] |
| 2019 | "You Need to Calm Down" | Taylor Swift       | [ 36 ] |
| 2019 | "Hurt My Feelings"      | Ella misma         |        |

### Series web
| Año  | Título               | Papel      | Notas                   | Ref.   |
| ---- | -------------------- | ---------- | ----------------------- | ------ |
| 2014 | Fashion Photo Ruview | Ella misma |                         | [ 37 ] |
| 2014 | Ring My Bell         | Ella misma | Invitada                | [ 38 ] |
| 2016 | The Final Lap        | Ella misma | Temporada 2, Episodio 2 | [ 39 ] |
| 2018 | Tea with Tati        | Ella misma | Anfitriona              | [ 40 ] |
| 2018 | Hey Qween!           | Ella misma | Invitada                | [ 41 ] |

## Discografía

### Álbumes
| Título | Detalles del álbum                                                                        |
| ------ | ----------------------------------------------------------------------------------------- |
| T1     | - Publicación: 28 de mayo de 2018 - Descripción: Madscience - Formato: Descarga de música |

### Sencillos
| Sencillo                         | Año  | Álbum                          |
| -------------------------------- | ---- | ------------------------------ |
| "True"                           | 2010 | rowspan="5" Sencillo sin álbum |
| "Touch"                          | 2011 |                                |
| "Losing Control"                 | 2012 |                                |
| "The Same Parts"                 | 2016 |                                |
| "Transform"                      | 2016 |                                |
| "Use Me"                         | 2017 | T1                             |
| "Try" (juntó con Salvadora Dali) | 2018 | T1                             |
| "CYA"                            | 2018 | T1                             |
| "Hurt My Feelings"               | 2019 | Sencillo sin álbum             |